# ランチパック
ランチパックは、山崎製パンが販売している、菓子パン・総菜パンのシリーズ商品。

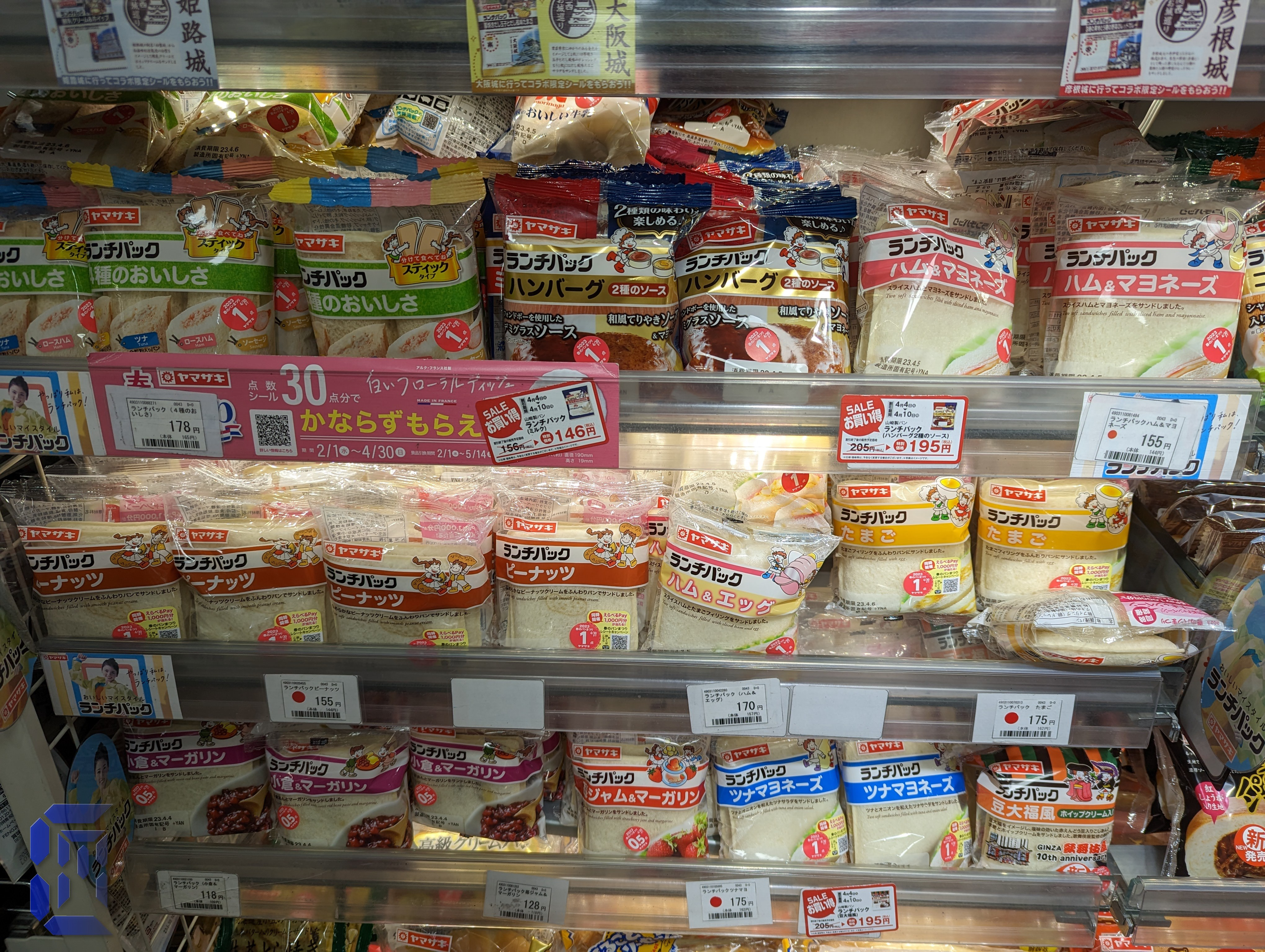
ランチパック（2023年撮影）

## 概要
具材を柔らかい食パンで挟み、4辺を圧着して外側の耳を切り落とした特徴的な形状のサンドイッチで、潰れ防止のために包装内部を脱酸素気体で満たして販売している。具材の液分が浸透して食感を損なわぬように、肌理が細かい専用のパンを用いている。
コンビニエンスストアやスーパーマーケットを主たる販路として手ごろな価格と容量で購買層が広く、学生の朝食や間食、社会人の手軽な昼食として人気が高い。

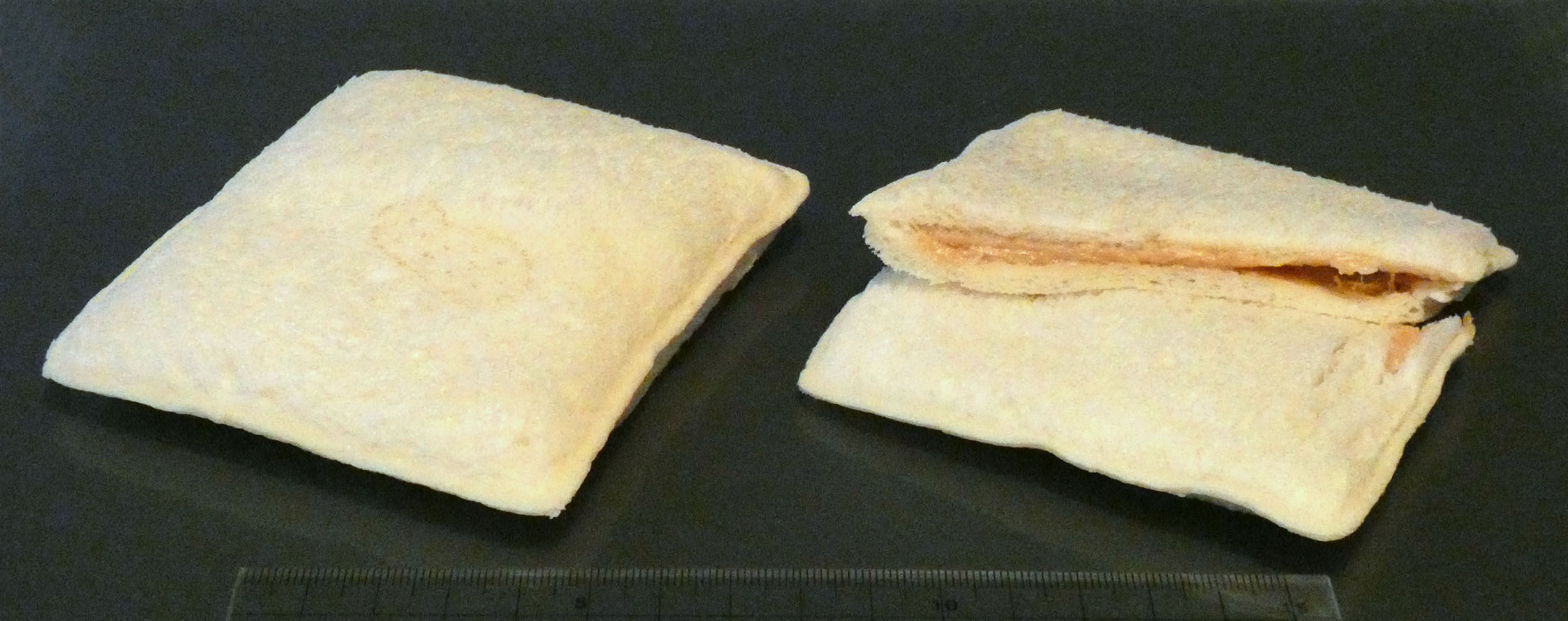
ランチパック（ピーナッツ）。2012年時点において、1984年の発売以降途絶えることなく、シリーズ中で不動の売り上げ第1位を誇る。

従前は山崎製パンで菓子パン商品と位置づけられていたが、2006年以降は専用食パンの品質改善、会社員を対象としたテレビコマーシャルの導入、パッケージデザインの変更などの販売強化戦略に取り組み、売り上げを拡大させた。2015年12月期の山崎製パンの菓子パン売り上げ3,517億円のうちランチパックシリーズは約1割強の379億円で、山崎製パンの主力商品の一つである。秋葉原にランチパック専門アンテナショップのランチパックSHOPがあった(2023年3月30日に閉店)。

### 同一形態の商品
ランチパックとほぼ同一形態の商品は他社商品にも存在し、フジパンとロバパンから「スナックサンド」、キムラヤから「ふんわりサンド」、神戸屋から「ラクふわパック」、日糧製パンから「ラブラブサンド」、オキコから「ポケットランチ」、セブン-イレブンから「Square sandwich」として発売されている。販売開始はランチパックが1984年だがスナックサンドは1975年で、ランチパックに先行して販売されていた。
山崎製パンは、青森県で工藤パンと、秋田県でたけや製パンとそれぞれ業務提携し、食パンおよび機械はランチパックと同一であるが、具材はこれらの提携会社が自社開発したものを用いた「フレッシュランチ」という同一形態のローカルブランド商品が1985年から販売されている。2010年春以降は青森県内や秋田県内でも「ヤマザキランチパック」のライセンス製造品が順次増加し、「フレッシュランチ」は最終的に一部の商品に整理され、秋田県内では2018年末までに期間限定商品を除き「ヤマザキランチパック」に統合される理由でそのまま製造終了、およびレギュラー販売を終了した。なお、青森県内では2023年現在でも「フレッシュランチ」をレギュラー商品・期間限定商品に関わらず、これまで通り製造・販売している。

### 食パンの耳

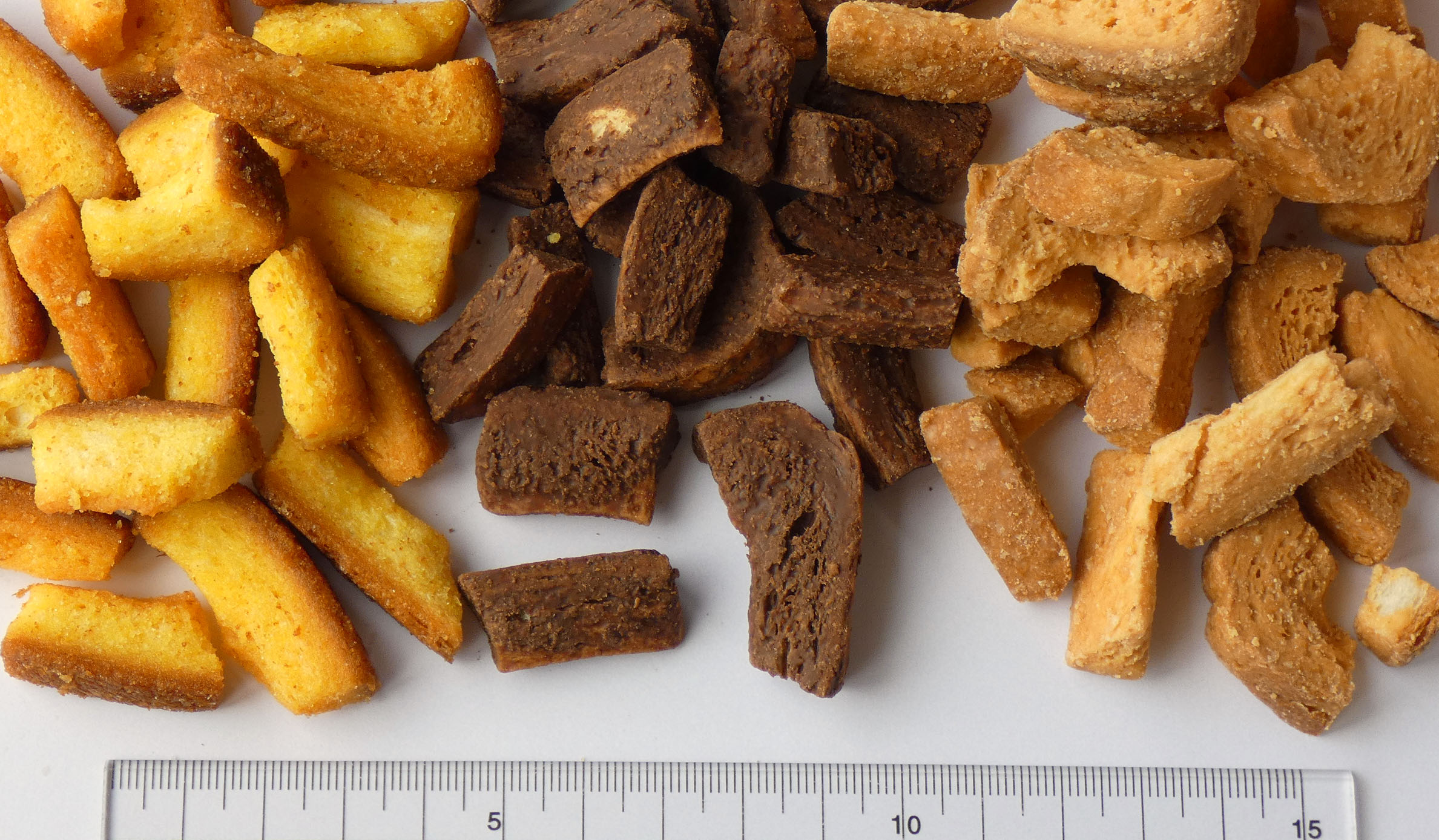
ちょいパクラスク

製造時に切断した食パンの耳は、大半が家畜の飼料に、一部は「チョコの山」や「ちょいパクラスク」の材料に、それぞれ使用され、「ちょいパクラスク」は第9回エコプロダクツ大賞でエコプロダクツ部門環境大臣賞を受賞した。
まれに耳がついたままの商品もあるが、山崎製パンはあくまで「不良品」として扱っている。

## 商品種類

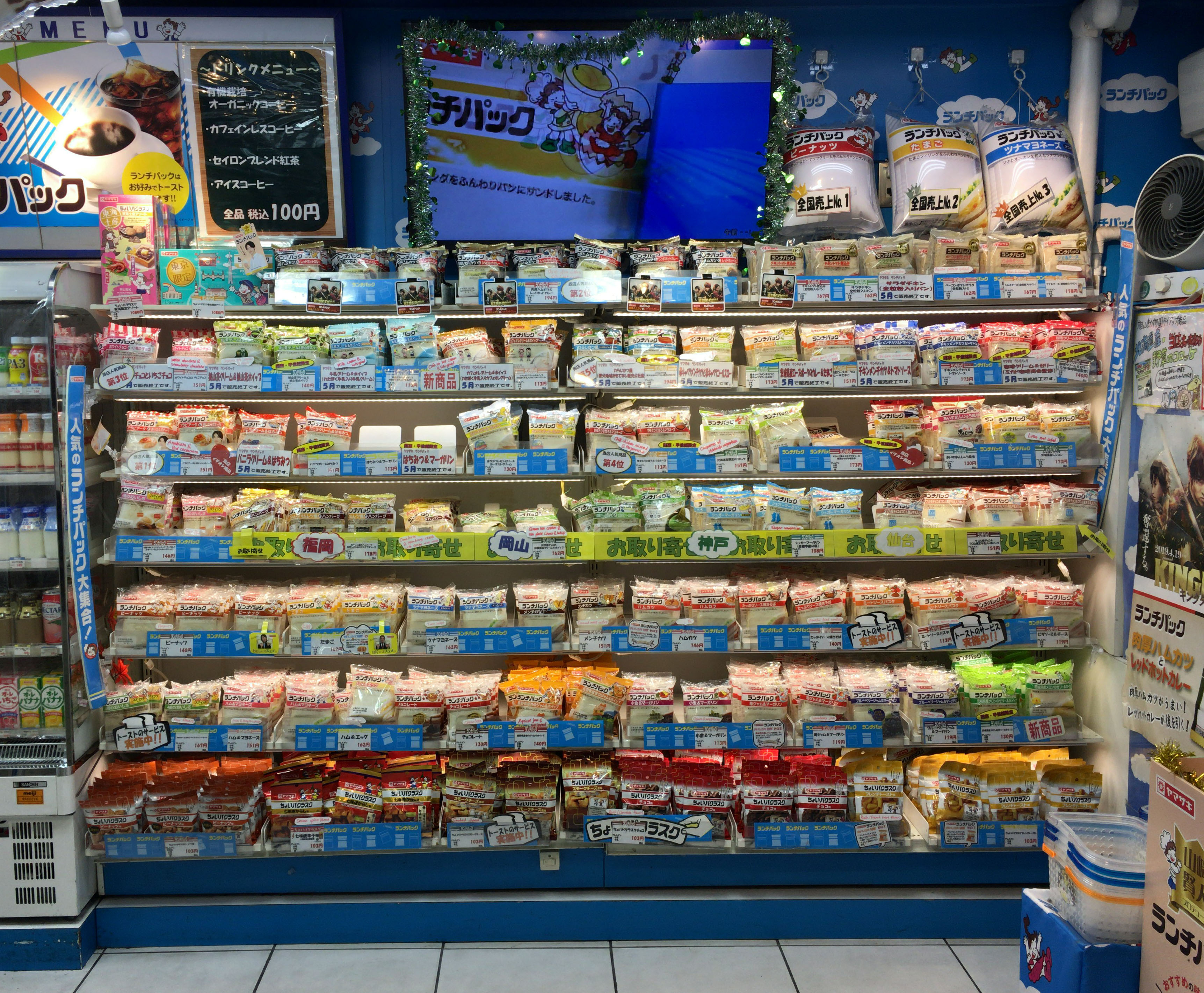
東京・池袋のランチパック専門店（2021年8月閉店）

2017年1月現在、52種類の商品が販売され、全国販売は28種類、地域限定販売は24種類である。2012年時点で年間100種類の商品が新発売されるが、新商品を発売する場合はその分既存商品を終売するため、全国で常時販売されているものは40種類から50種類に維持されている。1984年の発売当初から販売された商品の種類数は、2016年時点の累計で1,000種類を超える。

### 発売当初の商品
ピーナツ、小倉、ヨーグルト、青りんごの4種類で販売が開始された。2016年に復刻版が販売されている。

### 期間限定・タイアップ・コラボレーション商品
CMキャラクターのプロデュースや、他の企業や大学等とのタイアップにより開発された期間限定商品も多数存在する。2015年に6種類のご当地ランチパックを全国で同時発売し、人気投票するキャンペーンが行われた。全国各地の自治体や生産者団体等とのコラボレーションにより企画・開発された名産品使用の「ご当地ランチパック」が販売されており、2018年3月時点で23種類ある。

#### 主な商品
CMキャラクターによるプロデュース
- 剛力彩芽
  - 黒胡椒香るハンバーグ（2018年7月）[21]
  - チーズケーキ風（2018年7月）[21]
- 小芝風花
  - 粒ピーナッツとナッティチョコ（2022年4月1日 - 6月30日）[22]
  - ポークたまご（2022年4月1日 - 6月30日）[22]
  - バスクチーズケーキ風味（2024年10月1日 - 11月30日）[23]
  - あんバター（2024年10月1日 - 11月30日）[23]

大学とのタイアップ
- メンチカツ&たまご（早稲田大学）[24]
- オムレツハヤシ風（明治大学）[24]
- 焙煎キーマカレー（法政大学）[24]
- ビーフシチュー 赤ワイン入り（立教大学）[24]
- ケバブ風味（早稲田大学）[25]
- チキンと野菜のレッドカレー（明治大学）[25]
- チキン竜田揚げ&サルサソース（法政大学）[25]
- ツナトマトとタラモサラタ（立教大学）[25]

プロ野球球団
2022年プロ野球開幕を記念して全12球団とのコラボ商品を展開。
発売地域は各球団の保護地域に準ずるが、開幕時・春季大型連休・交流戦開幕時は北海道を除く全国販売を予定。
- うぐいすあん＆ホイップ（東京ヤクルト）
- ぼっかけ焼きそば（阪神）
- マンゴージャム＆チョコクリーム（読売）
- 汁なし担担麺風（広島）
- コーヒーゼリー&ホイップと小倉&マーガリン（中日）
- 青星寮カレー風（横浜DeNA）
- お好み焼き風とそばめし風（オリックス）
- 粒ピーナッツクリームと梨ジャム&ホイップ（千葉ロッテ）
- 牛タン入りカレー（東北楽天）
- 鶏つくね風と博多明太入りポテト（福岡ソフトバンク）
- ハムカツとハムマヨネーズ（北海道日本ハム）
- 若獅子カレー風（埼玉西武）

その他企業・自治体等
- ネクターピーチクリーム&ホイップ（不二家「ネクターピーチ」とのタイアップ）[27]
- ルック ア・ラ・モード（4種のクリーム）（不二家「LOOK」とのタイアップ）[28]
- きなこクリーム&つぶあん（TBS日曜劇場『安堂ロイド〜A.I. knows LOVE?〜』とのタイアップ）[29]
- 明石焼き風味とそばめし風味（毎日放送『ちちんぷいぷい』と山崎製パンのタイアップ企画「ラッキーパン大作戦」の一環で同局アナウンサーの大吉洋平がプロデュース）[30]
- ごぼうサラダと豆腐ハンバーグ タニタ食堂監修（タニタとのタイアップ）[31]
- パンプキンサラダと鶏肉のトマト煮込み タニタ食堂監修（タニタとのタイアップ）[31]
- 狭山茶入りクリーム＆つぶあん（埼玉県西部地域まちづくり協議会（入間市、狭山市、所沢市、飯能市）とのタイアップ 。ご当地ランチパック）[32]
- ミルクチョコレート（上野動物園とのタイアップ。 ご当地ランチパック）[33]
- カレー&キャベツ（アパホテル社長・元谷芙美子監修の「アパ社長カレー」とのコラボ商品）[34]
- 4種の野菜入りカレーとビーフカレー（毎日放送のメインキャラクター「らいよんチャン」とのタイアップ）[35]
- 茨城県産アンデスメロンのジャム&赤肉メロンのジャム（茨城放送アナウンサーの菊地真衣を中心に、大島千穂、蓑輪史織が素材や組み合わせ、さらにパッケージデザインのアイデアを出し合い、茨城県産にこだわった商品）[36]
- 北の富士カレー風（日本相撲協会とのタイアップ。パンの中身はカレー好きとして知られる第52代横綱・北の富士勝昭が監修した「北の富士カレー」のちょっと辛口な昔懐かしい味を再現。2022年9月30日までの期間限定発売）[37]

- ハンバーグとナポリタン（映画「帰ってきた あぶない刑事」とのタイアップ）[38]
- アイ・アム・冒険少年（TBSテレビ）とのコラボ（2022年12月）
  - あばれる君のカルボナーラ風
  - フワちゃんのハッピーな3種のおいしさ
- 侍ジャパンとのコラボ（2023年3月）
  - 侍ガッツ!（ハムカツ&メンチカツ）
- 秘密のケンミンSHOW 極（読売テレビ・日本テレビ系）とコラボした「ご当地ランチパック」（2023年3月）
  - 北海道「メロンクリームとミルクホイップ」
  - 東北「横手やきそば風」（秋田県）
  - 北関東「栗のおいしさ（茨城県産栗）」
  - 甲信越「万代バスセンターのカレー風味」（新潟県）
  - 中京「味噌メンチカツとあんかけスパゲッティ風」（愛知県名古屋市）
  - 関西「ぼっかけ焼きそばと関西お好み焼き風」（兵庫県神戸市）
  - 中四国「出雲ぜんざい風」（鳥取県出雲市）
  - 九州「チキン南蛮風」（宮崎県）
- ちいかわとのコラボ
  - ランちいパック ハチワレのケチャップパスタ風（2023年10月1日 - 11月30日までの限定商品）
  - ランちいパック むちゃうまプリン風（2024年3月1日 - 5月31日までの限定商品）
  - ランちいパック 当選すき焼き風（2024年3月1日 - 5月31日までの限定商品）
  - ランちいパック とんこつしょうゆラーメン風（2024年4月1日 - 5月31日までの限定商品）
- ファミマルベーカリーとmofusandとのコラボ
  - にゃんチパック（生キャラメルクリーム＆ホイップ）

## PR

### キャラクター

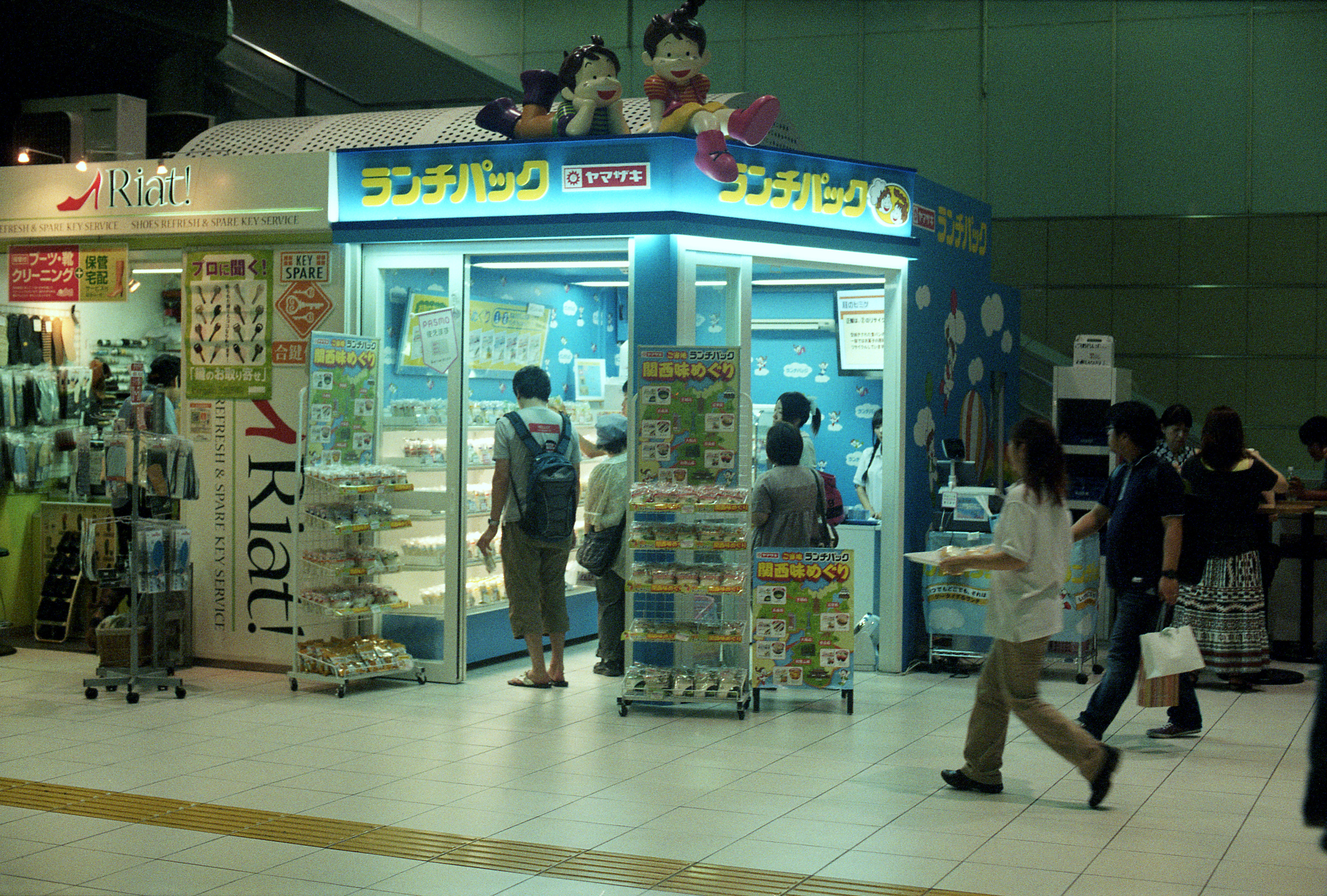
アンテナショップの上部にあるランチパックのイメージキャラクター。右がランチちゃん、左がパックくん。

ランチパックは発売当初から、イメージキャラクターが設定されている。女の子がランチちゃん、男の子がパックくんと名付けられている。ランチちゃんは「かわいい表情がチャームポイント」であり、パックくんは力持ちで「ランチちゃんをサポートするたくましさや優しさ」を持っているとされている。2015年現在のパッケージでは、内容の食材ごとに衣装やシチュエーションを替えたイラストが描かれている。

### テレビコマーシャル

#### CMイメージキャラクター
2021年12月24日、「ランチパック」シリーズの新TVCMイメージキャラクターに小芝風花を起用することを発表。2022年1月1日より全国でTV放映を開始した。なお、剛力と小芝は、新作ランチパックのプロデュースも手掛けている。
過去のCM出演者
- 入山法子 (2007年）
- 渡辺大 （2010年、2012年）
- 蒼あんな・れいな （2011年）
- 剛力彩芽（2012年 - 2018年）
- 山﨑賢人（2019年 - 2021年）

#### CMソング
ランチパックのテレビコマーシャルに使用されている曲（2007年以降）は以下のとおりである。
- EXILE「SUMMER TIME LOVE」
- 木村カエラ「No Reason Why」
- GReeeeN
  - 「またね。」（アルバム『あっ、ども。おひさしぶりです。』収録曲）
  - 「扉」
  - 「陽の光」
- lecca
  - 「紅空」（アルバム『BIG POPPER』収録曲）
  - 「Copy Robot」（アルバム『パワーバタフライ』収録曲）
- スピッツ「えにし」（アルバム『とげまる』収録曲）
- Chara「ゆらしたがる」
- 絢香「Hello」（アルバム『The beginning』収録曲）
- 西野カナ「GO FOR IT!!」
- Juliet「大好き」
- 剛力彩芽「友達より大事な人」
- いきものがかり「虹」（シングル「ラブソングはとまらないよ」収録曲）
- May J.「Sunshine Baby!」（シングル「本当の恋」収録曲）
- E-girls「自由の女神 〜ユーヴライア〜」（アルバム『E.G. TIME』収録曲）
- ジャニーズWEST
（現・WEST.）
  - 「微笑み一つ咲かせましょう」（シングル『黎明/進むしかねぇ』収録曲）
  - 「We’re the one｣（アルバム『POWER』収録曲）
- Chilli Beans.「Welcome」（2ndフルアルバム『Welcome to My Castle』収録）
- GENIC「ぎゅっと」[43]